# Медунішки-Вєльке
Медунішки-Вєльке (пол. Mieduniszki Wielkie, нім. Groß Medunischken, 1938-1945 Großmedien) — село у Ґолдапському повіті Вармінсько-Мазурського воєводства. Адміністративно підпорядковане ґміні Бане-Мазурське.
Населення — 100 осіб (2006).
Від 1975 року до адміністративно-територіальної реформи 1998 року належало до Сувалцького воєводства.